# Craspedochiton hystricosus
Craspedochiton hystricosus är en blötdjursart som beskrevs av Kaas 1991. Craspedochiton hystricosus ingår i släktet Craspedochiton och familjen Acanthochitonidae. Inga underarter finns listade i Catalogue of Life.